# Nemo me impune lacessit

Королівський герб Великої Британії для використання у Шотландії

Ніхто не зачепить мене безкарно (лат. Nemo me impune lacessit) — королівський шотландський девіз, історично використовується королівством Шотландія на Королівському гербі Шотландії. Спочатку девіз на латині належав шотландській правлячій династії Стюартів. Вперше цей девіз з'явився на шотландських монетах правління Якова VI Стюарта. В даний час цей девіз використовується монархами Великої Британії під час їх перебування в Шотландії.
Також це девіз шотландського лицарського ордена Будяка, шотландської гвардії, і полків Чорної Варти британської армії, Королівського полку Шотландії.